# II. třída okresu Sokolov
 II. třída okresu Sokolov (okresní přebor II. třídy) tvoří s ostatními skupinami II. třídy osmou nejvyšší fotbalovou soutěž v České republice. Hraje se každý rok od léta do jara se zimní přestávkou. Na konci ročníku nejlepší dva týmy postupují do I. B třídy Karlovarského kraje (do skupiny B) a dva nejhorší týmy sestoupí do III. třídy okresu Sokolov.

## Vítězové
| Ročník    | Vítězný tým                 |
| --------- | --------------------------- |
| 2003/2004 | TJ Baník Krásno             |
| 2004/2005 | FK Baník Sokolov „B“        |
| 2005/06   | TJ ROTAS Rotava             |
| 2006/07   | TJ Baník Union Nové Sedlo   |
| 2007/08   | SK Oloví                    |
| 2008/09   | TJ Baník Union Nové Sedlo   |
| 2009/10   | TJ Baník Králové Poříčí „B“ |
| 2010/11   | TJ OSS Lomnice „B“          |
| 2011/12   | TJ Spartak Chodov „B“       |
| 2012/13   | TJ Spartak Chodov „B“       |
| 2013/14   | TJ Spartak Chodov „B“       |
| 2014/15   | SK Fotbal Kraslice          |
| 2015/16   | TJ Baník Krásno             |
| 2016/17   | TJ OSS Lomnice „B“          |
| 2017/18   | TJ Spartak Chodov „B“       |
| 2018/19   |                             |